# Crystal Cruises
Crystal Cruises (auch nur kurz Crystal) ist eine 1988 gegründete Kreuzfahrtreederei im Luxussegment.

## Geschichte
Die Marke Crystal Cruises entstand 1988 als Tochterunternehmen der japanischen Reederei Nippon Yusen Kaisha. Das erste eingesetzte Schiff war der 1990 abgelieferte Neubau Crystal Harmony. 1995 folgte mit der Crystal Symphony ein Schwesterschiff. Am 12. Dezember 2000 bestellte Crystal Cruises mit der Crystal Serenity ein drittes Schiff, das Teil einer neuen Schiffsklasse war. Die Fertigstellung erfolgte am 30. Juni 2003. Im Jahr 2006 wurde die Crystal Harmony als Ersatz für die nach Deutschland verkaufte Asuka von NYK Cruises, einer ebenfalls im Besitz von Nippon Yusen Kaisha befindlichen Schwestermarke von Crystal Cruises, zu dieser als Asuka II transferiert. 
2015 wurde das Unternehmen zum Preis von 550 Millionen US-Dollar für beide Schiffe sowie die Marke Crystal Cruises von Genting Hong Kong übernommen.
Im Januar 2022 meldete Genting Hong Kong Insolvenz an. Crystal Cruises kündigte an, den Betrieb vorerst bis zum April 2022 einzustellen. In dieser Zeit sollten die aktuelle Geschäftslage bewertet und verschiedene Optionen für die Zukunft geprüft werden.
Im Juni 2022 übernahm der britische Reiseveranstalter A&K Travel Group Ltd. (Abercrombie & Kent) die beiden Schiffe Crystal Serenity und Crystal Symphony sowie die Marke Crystal Cruises. Der neue Markenname lautet Crystal: Exceptional at Sea, wobei der Zusatz ‚Cruises‘ nicht mehr verwendet werden soll. Am 31. Juli 2023 ging die Crystal Serenity wieder in Dienst, die Crystal Symphony folgte am 1. September 2023. Bei beiden Schiffen wurde die Passagierkapazität um mehrere Hundert Betten reduziert. Mit bislang nicht näher genannten Werften wurde zudem eine Absichtserklärung zum Bau zweier weiterer Kreuzfahrtschiffe und zweier Expeditionsschiffe unterzeichnet.
Ende Juni 2024 wurde bekannt, dass Crystal Cruises mit der Fincantieri-Werft einen Vorvertrag für den Bau zweier neuer Schiffe mit Ablieferung ab Frühjahr 2028 geschlossen hat. Es gab darüber hinaus eine Option für ein drittes Schiff mit Ablieferung im Jahr 2032, das Anfang November ebenfalls offiziell bestellt wurde. Die 61.800 BRZ großen Schiffe sollen ausschließlich über Balkonkabinen verfügen und Platz für knapp 700 Passagiere bieten.

## Aktuelle Flotte

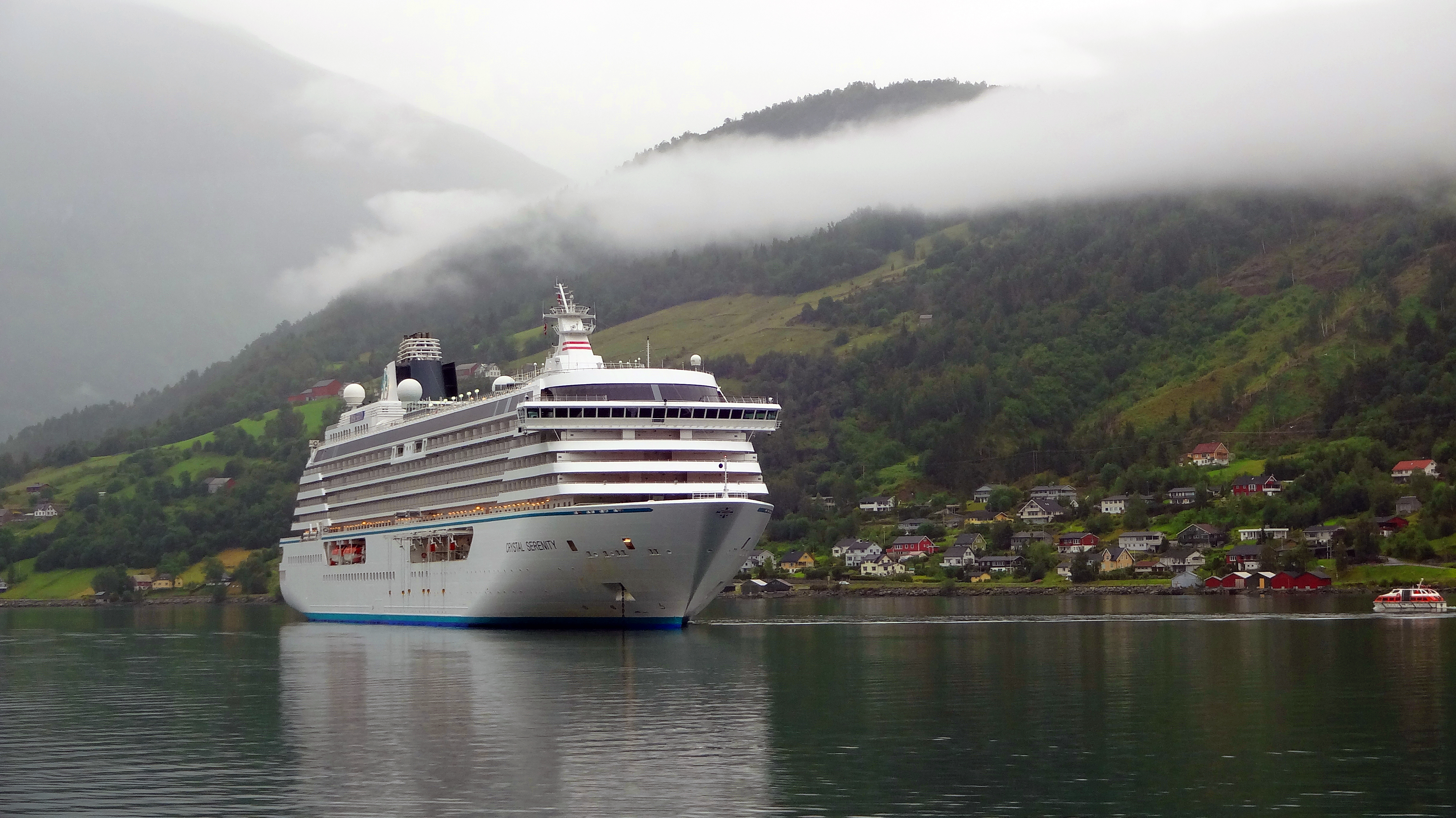
Crystal Serenity in einem norwegischen Fjord, Juli 2013

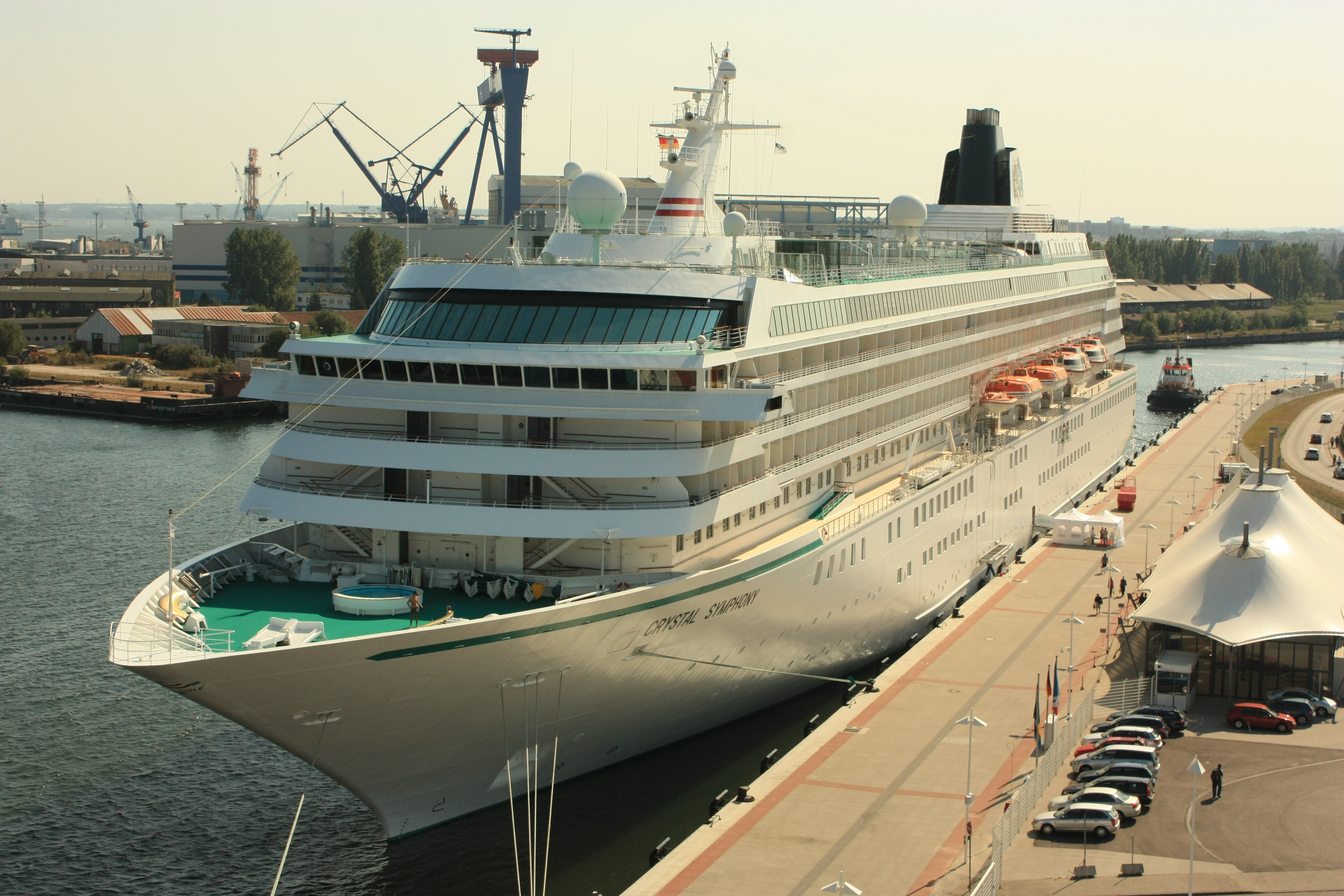
Crystal Symphony in Warnemünde, August 2009

Die Schiffe von Crystal Cruises fahren unter der Flagge der Bahamas.
| Name             | Ablieferung | Vermessung | Besatzung | Kabinen | Bauwerft                                 |
| ---------------- | ----------- | ---------- | --------- | ------- | ---------------------------------------- |
| Crystal Symphony | 1995        | 51.044 BRZ | 545       | 480     | Kvaerner Masa-Yards, Turku               |
| Crystal Serenity | 2003        | 68.870 BRZ | 655       | 550     | Chantiers de l’Atlantique, Saint-Nazaire |

## Ehemalige Projekte

### Ehemalige Schiffe und Konzepte
| Name             | Ablieferung | Vermessung | Besatzung | Kabinen | Bauwerft                                | Status/Verbleib/Bemerkungen |
| Crystal Harmony  | 1990        | 50.142 BRZ | 545       | 480     | Mitsubishi Heavy Industries, Nagasaki   | 2006 in Asuka II umbenannt und an NYK Cruises übergeben.                                                                                         |
| Crystal Esprit   | 1989        | 3.264 BRZ  | 91        | 136     | Flender-Werft                           | 2021 an Lindblad Expeditions verkauft, neuer Name National Geographic Islander II                                                                |
| Crystal Endeavor | 2021        | 20.449 BRZ | 209       | 100     | MV Werften Stralsund                    | Im Juli 2022 von der Royal Caribbean Group übernommen, seit November 2022 für Silversea Cruises als Silver Endeavour eingesetzt                  |
| United States    | 1952        | 53.329 BRT |           |         | Newport News Shipbuilding, Newport News | Crystal Cruises gab im Februar 2016 bekannt, eine Kaufoption über das Schiff vereinbart zu haben, nahm später aber wieder Abstand von den Plänen |

### Ehemalige Flussschiffe

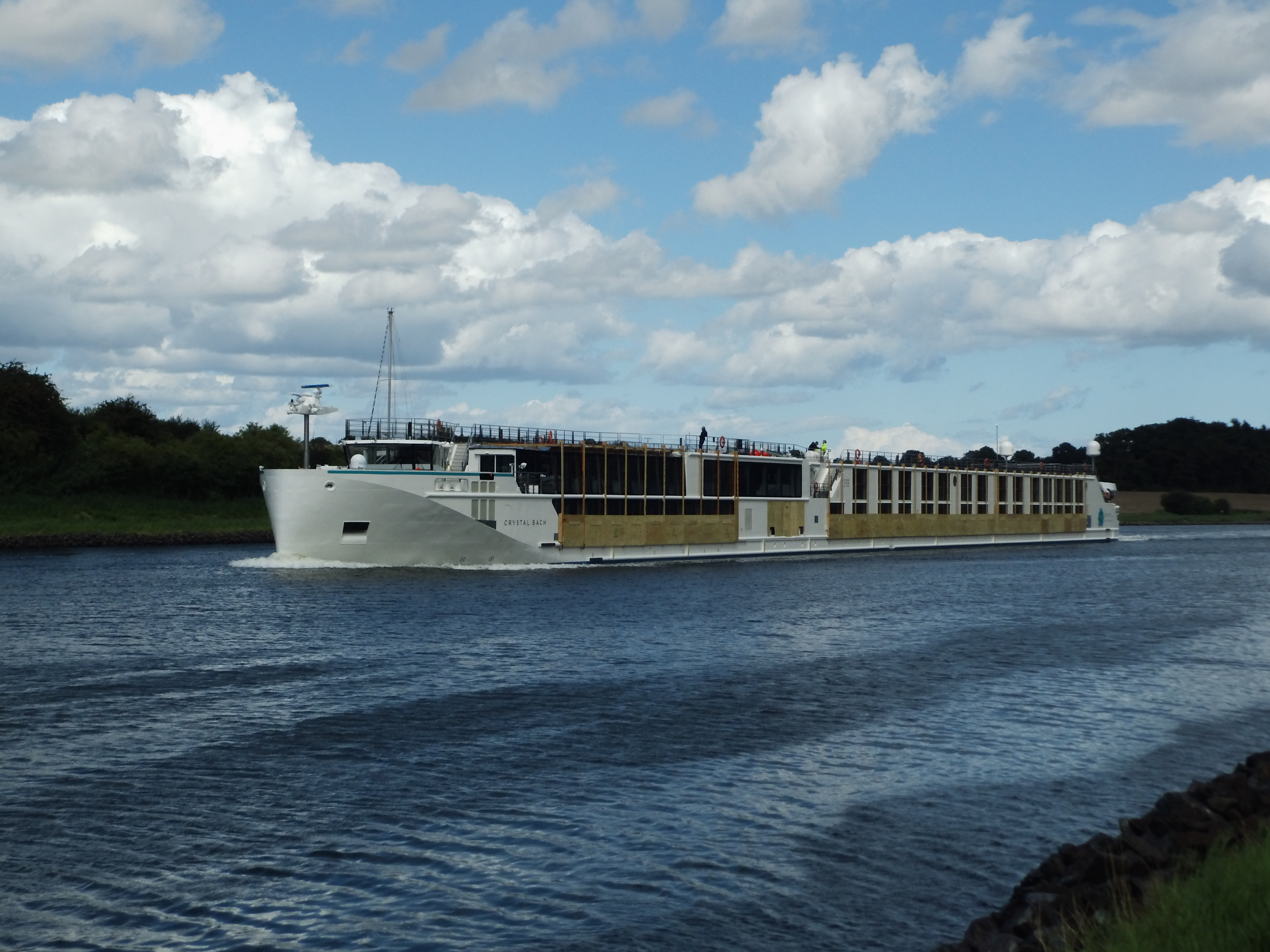
Crystal Bach

Im Sommer 2016 wurde mit Crystal River Cruises auch eine Marke für Flusskreuzfahrten in Europa eingeführt. Ab Juli 2016 wurde die Crystal Mozart auf der Donau eingesetzt. Zwischen 2017 und 2018 stellte die Reederei zudem vier bei MV Werften Wismar gebaute Schiffe der Rhein-Klasse in Dienst. 2019 sollte die Crystal Mozart die Flotte verlassen, verblieb dort aber dennoch bis 2022.
Nach de Insolvenz des Mutterkonzern im Jahr 2022 gab die Seaside Hotel Collection die Übernahme aller Schiffe bekannt, die zukünftig unter der Marke Riverside Luxury Cruises eingesetzt werden sollen.
| Name            | Ablieferung | Verdrängung                   | Besatzung | Kabinen | Bauwerft           | Status/Verbleib              |
| Crystal Mozart  | 1987        | 3091 t                        | 55        |         | Deggendorfer Werft | neuer Name Riverside Mozart. |
| Crystal Bach    | 2017        |                               | 85        | 53      | MV Werften Wismar  | neuer Name Riverside Bach.   |
| Crystal Mahler  | 2017        | neuer Name Riverside Mahler.  | 85        | 53      | MV Werften Wismar  |                              |
| Crystal Debussy | 2018        | neuer Name Riverside Debussy. | 85        | 53      | MV Werften Wismar  |                              |
| Crystal Ravel   | 2018        | neuer Name Riverside Ravel.   | 85        | 53      | MV Werften Wismar  |                              |

### Luftfahrt
Ab dem 3. April 2016 bis Sommer 2021 stand den Gästen von Crystal Cruises eine Bombardier Global Express XRS für bis zu 12 Passagieren zur Verfügung.

### Ehemalige Neubauprojekte
Im Juli 2015 bestellte die Reederei drei Neubauten, die ab 2018 von der Lloyd Werft Bremerhaven abgeliefert werden sollten. Sie sollten bei einer Größe von 119.000 BRZ 1000 Passagieren, dazu Mini-U-Booten und Hubschraubern Platz bieten. Die Ablieferung des ersten Neubaus wurde später auf 2019 verschoben. Später wurde die Ablieferung abermals verschoben, die drei weiteren Neubauten, welche als Diamond-Klasse bezeichnet werden, sollten nun erst ab 2022 in Dienst gestellt werden. Auch soll der Bau nicht mehr auf der Lloyd Werft, sondern bei den MV Werften erfolgen. Ferner sollten sie eine Größe von nunmehr nur 67.000 BRZ bekommen. Die Schiffe waren jedoch bis zur Insolvenz von Bauwerft und Auftraggeber im Jahr 2022 nicht gebaut worden. Auch Schiffe der Universal-Klasse sollten für Crystal Cruises in Dienst gestellt werden.
Nachdem Crystal Cruises im Jahr 2016 die Crystal Endeavor mit geplanter Fertigstellung August 2018 bestellt hatte, folgte noch im selben Jahr die Bestellung zweier Schwesterschiffe mit geplanter Ablieferung in den Jahren 2020 und 2021. Allerdings verzögerte sich die Fertigstellung der Crystal Endeavor mehrfach, bis ins Jahr 2021. Die beiden übrigen Schiffe wurden nicht gebaut.